# ۶۴۸ (میلادی)
۶۴۸ (میلادی) ششصد و چهل و هشتمین سال تقویم میلادی است.
سال ۶۴۸  یک سال کبیسه بود که از روز سه‌شنبه در تقویم ژولیانی آغاز می‌شد. عدد ۶۴۸ برای این سال از اوایل قرون وسطی، زمانی که تقویم آنو دومینی به روش رایج در اروپا برای نامگذاری سال‌ها تبدیل شد، مورد استفاده قرار می‌گرفت.

## رویدادها[۱]
بر اساس مکان
امپراتوری بیزانس
امپراطور کنستانس دوم فرمانی امپراتوری صادر می‌کند که بحث در مورد یک‌مشیت‌باوری را ممنوع می‌کند تا جنجال شدید ناشی از (doctrine. This edict) را آرام کند. این فرمان که توسط پاتریارک پل دوم به نام کنستانس توزیع شد، به عنوان فرمان تیپ شناخته می‌شود.
اروپا
به پادشاه زیگبرت سوم، پادشاه اوسترازیا، رماکلوس توصیه می‌شود که یک صومعه دوگانه، در استاولوت و مالمدی، تأسیس کند. او به عنوان یک اسقف مبلغ مذهبی، صومعه‌ای در رودخانه امبلو (بلژیک امروزی) تأسیس می‌کند.
بریتانیا
شاه سنوال از وسکس از تبعیدی سه ساله در آنگلیای شرقی بازمی‌گردد تا پادشاهی خود را بازپس گیرد. او 3000 پوست زمین در اطراف اشداون را به برادرزاده‌اش کوترِد، احتمالاً پادشاه فرعی برکشایر (انگلستان)، می‌دهد.
سنوال از اسقف بیرینوس دعوت می‌کند تا به سرپرستی او، کشیش اعظم را در وینچستر تأسیس کند. آنها با هم یک کلیسای سنگی کوچک ساختند. 
آسیا
آشینا شیر، ژنرال تانگ، کنترل کاراسار را دوباره به تانگ بازگرداند و یک لشکرکشی نظامی علیه پادشاهی کوچا در حوضه تاریم در سین کیانگ، که دست نشانده خاقانات ترک غربی بود، رهبری کرد.
قاره آمریکا
در یک درگیری اولیه در آستانه جنگ دوم تیکال-کالاکمول، باالاج چان کاویل ظاهراً بر برادر ناتنی خود که با استفاده از همان نشان سلطنتی (یا علامت نشان) که او استفاده کرده بود، او را آزرده خاطر کرده بود، به پیروزی نظامی دست یافت.
دوس پیلاس از تیکال جدا می‌شود و به ایالت تابع کالاکمول تبدیل می‌شود.
بر اساس موضوع
ادبیات
کتاب جین در چین در دوران سلسله تانگ گردآوری شده است. ویراستار اصلی آن صدراعظم فانگ شوانلینگ است که در این سال نیز درگذشت.
دین
پاپ تئودور اول، پاول دوم قسطنطنیه را تکفیر می‌کند.

## زادگان[۲]
امپراتور کوبون، امپراتور ژاپن (متوفی ۶۷۲)
رادبد، پادشاه فریسیا (متوفی ۷۱۹)
شاهدخت توچی، شاهزاده خانم ژاپنی (متوفی ۶۷۸)

## درگذشتگان[۳]
فانگ شوانلینگ، صدراعظم سلسله تانگ (متولد ۵۷۹ میلادی)
ژان سوم سدره، پاتریارک ارتدکس سریانی انطاکیه.
ما ژو، صدراعظم سلسله تانگ (متولد ۶۰۱ میلادی)
شیائو، ملکه سلسله سویی‎